# Campeonato Sul-Americano de Voleibol Masculino de 2015
O Campeonato Sul-Americano de Voleibol Masculino de 2015 foi a 31ª edição do torneio organizado pela Confederação Sul-Americana de Voleibol (CSV) a cada dois anos. Aconteceu em Maceió, Brasil, de 30 de setembro a 10 de  outubro de 2015. A seleção brasileira manteve sua hegemonia na competição, conquistando seu 30º título. O líbero Serginho foi eleito o MVP da competição.

## Países Participantes
- Brasil (Sede)
- Argentina
- Chile
- Colômbia
- Guiana
- Peru
- Uruguai
- Venezuela

## Primeira Fase
|  | Qualificado para a Semifinal               |
|  | Qualificado para a disputa do 5-6º lugares |
|  | Qualificado para a disputa do 7-8º lugares |

### Grupo A
|     |           |     | Jogos | Jogos | Jogos | Sets | Sets | Sets  | Pontos | Pontos | Pontos |
| Pos | Equipe    | Pts | T     | V     | D     | V    | P    | R     | V      | P      | R      |
| --- | --------- | --- | ----- | ----- | ----- | ---- | ---- | ----- | ------ | ------ | ------ |
| 1   | Brasil    | 9   | 3     | 3     | 0     | 9    | 1    | 9,000 | 248    | 150    | 1.653  |
| 2   | Venezuela | 6   | 3     | 2     | 1     | 6    | 5    | 1.200 | 226    | 237    | 0.954  |
| 3   | Chile     | 3   | 3     | 1     | 2     | 5    | 6    | 0.833 | 238    | 250    | 0.952  |
| 4   | Peru      | 0   | 3     | 0     | 3     | 1    | 9    | 0.111 | 171    | 246    | 0.695  |

| Data   | Hora  |              | Placar |              | Set 1 | Set 2 | Set 3 | Set 4 | Set 5 | Total | Relatório |
| ------ | ----- | ------------ | ------ | ------------ | ----- | ----- | ----- | ----- | ----- | ----- | --------- |
| 30 Set | 16:00 | Chile        | 1–3    | ' Venezuela' | 25–17 | 17–25 | 21–25 | 20–25 |       | 83–92 | 83–92     |
| 30 Set | 18:45 | ' Brasil'    | 3–0    | Peru         | 25–8  | 25–9  | 25–15 |       |       | 75–32 | 75–32     |
| 1 Out  | 12:30 | ' Venezuela' | 3–1    | Peru         | 20–25 | 25–19 | 26–24 | 25–11 |       | 96–79 | 96–79     |
| 1 Out  | 18:00 | Chile        | 1–3    | ' Brasil'    | 25–23 | 18–25 | 14–25 | 23–25 |       | 80–98 | 80–98     |
| 2 Out  | 12:45 | Peru         | 0–3    | ' Chile'     | 23–25 | 16–25 | 21–25 |       |       | 60–75 | 60–75     |
| 2 Oct  | 18:15 | ' Brasil'    | 3–0    | Venezuela    | 25–16 | 25–8  | 25–14 |       |       | 75–38 | 75–38     |

### Grupo B
|     |           |     | Jogos | Jogos | Jogos | Sets | Sets | Sets  | Pontos | Pontos | Pontos |
| Pos | Equipe    | Pts | T     | V     | D     | V    | P    | R     | V      | P      | R      |
| --- | --------- | --- | ----- | ----- | ----- | ---- | ---- | ----- | ------ | ------ | ------ |
| 1   | Argentina | 9   | 3     | 3     | 0     | 9    | 1    | 9,000 | 248    | 162    | 1.531  |
| 2   | Colômbia  | 6   | 3     | 2     | 1     | 7    | 3    | 2.333 | 237    | 209    | 1.134  |
| 3   | Uruguai   | 3   | 3     | 1     | 2     | 3    | 6    | 0.500 | 173    | 201    | 0.861  |
| 4   | Guiana    | 0   | 3     | 0     | 3     | 0    | 9    | 0,000 | 139    | 225    | 0.618  |

| Data   | Hora  |              | Placar |              | Set 1 | Set 2 | Set 3 | Set 4 | Set 5 | Total | Relatório |
| ------ | ----- | ------------ | ------ | ------------ | ----- | ----- | ----- | ----- | ----- | ----- | --------- |
| 30 Set | 13:15 | ' Colômbia'  | 3–0    | Uruguai      | 25–18 | 25–18 | 25–18 |       |       | 75–54 | 75–54     |
| 30 Set | 21:00 | ' Argentina' | 3–0    | Guiana       | 25–9  | 25–9  | 25–13 |       |       | 75–31 | 75–31     |
| 1 Out  | 15:15 | ' Colômbia'  | 3–0    | Guiana       | 25–22 | 25–15 | 25–20 |       |       | 75–57 | 75–57     |
| 1 Out  | 21:00 | Uruguai      | 0–3    | ' Argentina' | 12–25 | 16–25 | 16–25 |       |       | 44–75 | 44–75     |
| 2 Out  | 15:30 | Guiana       | 0–3    | ' Uruguai'   | 14–25 | 14–25 | 23–25 |       |       | 51–75 | 51–75     |
| 2 Out  | 21:00 | ' Argentina' | 3–1    | Colômbia     | 25–17 | 28–26 | 20–25 | 25–19 |       | 98–87 | 98–87     |

## Fase Final

### Disputa do 7º Lugar
| Data  | Hora  |        | Placar |         | Set 1 | Set 2 | Set 3 | Set 4 | Set 5 | Total | Relatório |
| ----- | ----- | ------ | ------ | ------- | ----- | ----- | ----- | ----- | ----- | ----- | --------- |
| 3 Out | 18:20 | Guiana | 0–3    | ' Peru' | 19–25 | 14–25 | 17–25 |       |       | 50–75 | 50–75     |

### Disputa do 5º Lugar
| Data  | Hora  |          | Placar |         | Set 1 | Set 2 | Set 3 | Set 4 | Set 5 | Total | Relatório |
| ----- | ----- | -------- | ------ | ------- | ----- | ----- | ----- | ----- | ----- | ----- | --------- |
| 3 Out | 21:00 | ' Chile' | 3–1    | Uruguai | 25–19 | 23–25 | 25–16 | 25–18 |       | 98–78 | 98–78     |

### Semifinais
|  | Semifinais | Semifinais |   |           | Final     | Final |  |
|  |            |            |   |           |           |       |  |
|  | 3 Outubro  |            |   |           |           |       |  |
|  | Argentina  | 3          |   |           |           |       |  |
|  | Venezuela  | 1          |   |           |           |       |  |
|  |            |            |   |           |           |       |  |
|  |            |            |   |           | 4 Outubro |       |  |
|  |            |            |   |           | Argentina | 0     |  |
|  |            | Brasil     | 3 |           |           |       |  |
|  |            |            |   |           |           |       |  |
|  |            |            |   |           |           |       |  |
|  |            |            |   |           | 3º lugar  |       |  |
|  | 3 Outubro  | 3 Outubro  |   | 4 Outubro | 4 Outubro |       |  |
|  | Brasil     | 3          |   | Venezuela | 0         |       |  |
|  | Colômbia   | 0          |   |           | Colômbia  | 3     |  |

#### Semifinals
| Data  | Hora  |              | Placar |           | Set 1 | Set 2 | Set 3 | Set 4 | Set 5 | Total | Relatório |
| ----- | ----- | ------------ | ------ | --------- | ----- | ----- | ----- | ----- | ----- | ----- | --------- |
| 3 Out | 13:00 | ' Argentina' | 3–1    | Venezuela | 25–18 | 20–25 | 25–16 | 25–17 |       | 95–76 | 95–76     |
| 3 Out | 15:40 | ' Brasil'    | 3–0    | Colômbia  | 25–19 | 25–14 | 25–10 |       |       | 75–43 | 75–43     |

#### Medalha de Bronze
| Data  | Hora  |           | Placar |             | Set 1 | Set 2 | Set 3 | Set 4 | Set 5 | Total | Relatório |
| ----- | ----- | --------- | ------ | ----------- | ----- | ----- | ----- | ----- | ----- | ----- | --------- |
| 4 Out | 08:30 | Venezuela | 0–3    | ' Colômbia' | 21–25 | 25–27 | 21–25 |       |       | 67–77 | 67–77     |

#### Final
| Data  | Hora  |           | Placar |           | Set 1 | Set 2 | Set 3 | Set 4 | Set 5 | Total | Relatório |
| ----- | ----- | --------- | ------ | --------- | ----- | ----- | ----- | ----- | ----- | ----- | --------- |
| 4 Out | 10:15 | Argentina | 0–3    | ' Brasil' | 16–25 | 19–25 | 16–25 |       |       | 51–75 | 51–75     |

## Classificação Final
| Rank | Team      |
| ---- | --------- |
| 1    | Brasil    |
| 2    | Argentina |
| 3    | Colômbia  |
| 4    | Venezuela |
| 5    | Chile     |
| 6    | Uruguai   |
| 7    | Peru      |
| 8    | Guiana    |

## Premiações individuais
| - Most Valuable Player Serginho - Melhor Oposto Evandro Guerra - Melhores Ponteiros Rodrigo Quiroga Ronald Jiménez | - Melhor Levantador Bruno Rezende - Melhores Centrais Facundo Imhoff Isac Santos - Melhor Líbero Facundo Santucci |